# Гулай Альберт Михайлович
Альбе́рт Миха́йлович Гула́й (* 1939) — кандидат медичних наук, лауреат Державної премії УРСР в галузі науки і техніки.

## З життєпису
Народився 1939 року. Завідуючий відділенням міської клінічної лікарні № 16 міста Дніпропетровськ.
серед робіт
- Лавреат Державної премії УРСР в галузі науки і техніки-1990 — «Організація хірургічної допомоги, розробка та впровадження нових методів лікування при пошкодженнях і захворюваннях кисті»; співавтори Біжко Іван Петрович, Андрусон Михайло Володимирович, Васильєв Серафим Федорович, Данькевич Вадим Петрович, Колонтай Юрій Юлійович, Міхневич Олег Едуардович, Науменко Леонід Юрійович.
- «Посібник до практичних занять з військово-польової хірургії», 2003; співаввтори Лоскутов Олександр Євгенович; Кондрашов Анатолій Миколайович; Науменко Леонід Юрійович[1]